# Tikato
Tikato és el nom d'un personatge d'animació creat per Pasozebra studios el 2003.
Tot i que no era el seu nom original, el personatge es feu popular amb el nom de Benito, que fou l'utilitzat com a mascota i protagonista dels spots publicitaris de Cuétara Chokoflakes entre 2003 i 2016, any en què Pasozebra studios recupera el control del personatge després d'un litigi.
Tikato fou recuperat per a la sèrie de televisió La vida de Tikato, emesa per À Punt Mèdia. Estava prevista la creació d'una pel·lícula dedicada al personatge, que queda cancel·lada amb la desaparició de l'estudi creador el 2020.